# 凤山 (清朝人物)
凤山（1860年—1911年10月25日），字禹门，号茗昌，刘氏，汉军镶白旗人。清朝军事将领。

## 生平

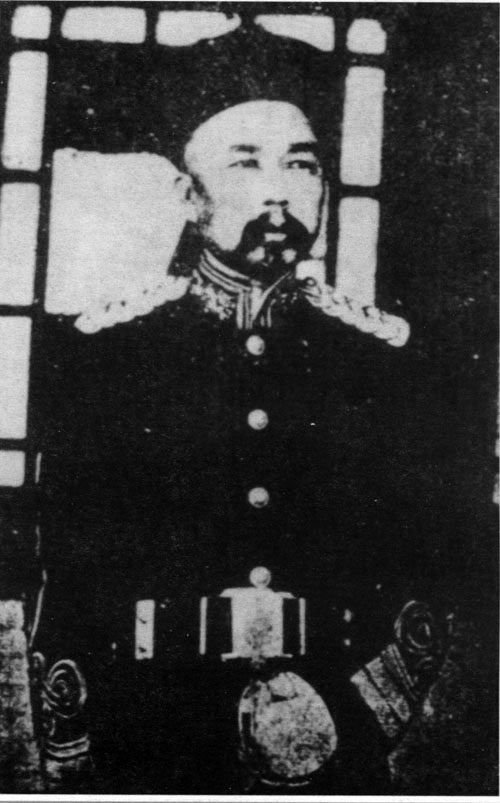
凤山照片

凤山早年以翻译举人袭佐领，充骁骑营翼长、印务章京。后来逐步升迁为参领，总办东安巡捕分局。1900年八国联军入京，法国人在其辖境用刀伤中国商民，被绑赴东安巡捕分局，凤山依照刑律处理了法国人。光绪二十六年（1900年）擢升副都统，专司训练近畿陆军。1905年至1907年，任陆军第一镇统制。1907年升任西安将军，仍留北京治军。宣统初年，改练军归部负责，凤山方解兵权。宣统二年八月己丑，以凤山接替联芳为荆州将军。
宣统三年闰六月丁巳（1911年），凤山由荆州将军调任广州将军，未启程而武昌起义爆发。广东的革命党聚集香港，谋攻广东省城广州。众人劝阻凤山赴广州，凤山则称：“吾大臣也，不可不奉诏。”遂赴广州。将到广州时，两广总督及广东布政使、按察使以下官员皆不敢出迎，有人还劝他最好微服先入城，勿重蹈广州将军孚琦被革命党人温生才刺杀的覆辙，但凤山未同意。1911年10月25日中午，凤山由舆卫导行，行至南关仓前直街，革命党人李沛基在成记洋货店顶楼投掷炸弹，当场将凤山炸死，遗体体无完肤。凤山死后，清廷赠其太子少保，谥勤节，并予骑都尉世职。事后，清廷通缉参加此次行刺的革命党人李沛基（黃興外甥）、韦悫等人。
此次暗杀事件是由南海县教表乡民团长、中国同盟会会员李湛策划并组织实施的，另一说为黄兴主谋，联合支那暗杀团完成。
从军之余，爱好书籍收藏。其家藏图书于1929年被文友堂、文奎堂、宝文书局、修绠堂等书商收走，其中以明刻本居多，其珍本被各大图书馆收藏。曾收藏并题跋明拓《定武兰亭序》。鉴藏印有：禹门审定、凤山、余名白山、西安将军、刘家一凤、禹门所藏、禹门、禹门所有金石之记、辽东刘氏凤山鉴赏书画图章。

## 家庭
- 女儿刘氏，嫁正紅旗满洲伊爾根覺羅氏增齡，其胞兄農工商部左侍郎耆齡 (伊爾根覺羅氏)，父江寧將軍、广州将军誠勳。誠勳、正蓝旗满洲孚琦系凤山之广州将军前任。